# Trentepohlia (Mongoma) regifica
Trentepohlia (Mongoma) regifica is een tweevleugelige uit de familie steltmuggen (Limoniidae). De soort komt voor in het Afrotropisch gebied.